# Maria Helena (Paraná)
Maria Helena é um município brasileiro do estado do Paraná. Sua população foi estimada em 5.956 habitantes, conforme dados de IBGE de 2010.

## História
A colonização da região onde se localiza Maria Helena, deu-se na segunda metade do ciclo econômico do café, durante as décadas de 1940 e 1950. Em busca de terras baratas, solos férteis e o bom preço do café, famílias instalaram-se na região e formaram um grande número de pequenas propriedades rurais. Estas famílias eram oriundas de Minas Gerais, São Paulo, Rio de Janeiro, Rio Grande do Sul e de outras cidades do Paraná.
O nome Maria Helena se originou do nome da filha do colonizador da cidade, Mario de Aguiar Abreu.

## Geografia
Localiza-se na Região Metropolitana de Umuarama, nas seguintes coordenadas geográficas: Latitude: 23°35’30” SUL e Longitude: 53°12’ W – GR. Fica a 592,79 km de distância da capital, com uma altitude de 630m acima do nível do mar.
Tem uma área de 486 km², e tem seus limites são: ao Leste com município de Cruzeiro do Oeste, a Oeste com o município de Umuarama, a Norte com o Município de Douradina e Tapira e ao Sul, limitando-se novamente com o município de Umuarama.

### Densidade pluviométrica
Média anual – 1.450 mm, com o meses de maior precipitação pluviométrica: Dezembro, Janeiro e Fevereiro. Meses com menor precipitação pluviométrica: junho, julho e agosto.

## Economia
A economia de Maria Helena possui predominância pecuária, principalmente de corte, sendo a principal atividade produtiva do
município.
No setor agrário, a maioria das fazendas da região possuem o plantio de soja, mandioca e milho.

### Turismo
O ecoturismo é a principal fonte de renda nesta área, sendo explorado com as cachoeira da região e as caminhada por trilhas.

## Feriados
- 25 de julho, emancipação política e aniversário da cidade;
- 8 de agosto, padroeira Nossa Senhora das Graças;